# São Pedro (Grão Vasco)
São Pedro é uma pintura a óleo sobre madeira realizada em c. 1529 pelo pintor português do renascimento Vasco Fernandes (c. 1475-1542) e que está presentemente no  Museu Nacional Grão Vasco, em Viseu.
Trata-se de retábulo que decorava a capela lateral direita da Sé de Viseu dedicada ao apóstolo São Pedro. No painel maior, pois tem na base uma predela dividida em três partes, está representado São Pedro de corpo inteiro, sentado no trono, em atitude de benção, com as respectivas insígnias. Vasco Fernandes criou uma imagem imponente de São Pedro, o primeiro líder da Igreja Católica, tendo subjacente a ideia da supremacia do poder espiritual sobre o temporal, de acordo com os ideais de quem lhe encomendou a obra, o erudito humanista e bispo de Viseu, D. Miguel da Silva.

## Descrição e história

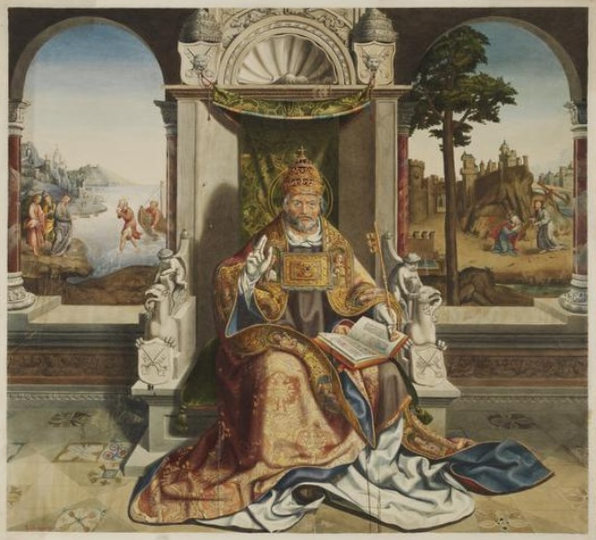
Aquarela de Emilio Costantini (1887?) da pintura "São Pedro Enronizado como Papa" (1529) de Grão Vasco, actualmente no Museu Nacional de Arte Antiga em Lisboa. A imagem mostra São Pedro sentado em um trono, vestido com paramentos papais e segurando as chaves do Reino do Céu. A pintura original de Grão Vasco é considerada uma das obras-primas da arte portuguesa do século XVI. A aquarela de Costantini oferece uma reprodução fiel da obra original, permitindo aos leitores visualizar a obra em detalhes.

A pintura apresenta São Pedro sentado num trono pontifical com olhar perscrutando o infinito e com uma impressionante monumentalidade no centro da composição. Duas janelas abertas sustentadas por colunas ladeiam o trono ampliando o espaço da cena e onde estão representados dois episódios evangélicos da vida do Apóstolo: à esquerda O Chamamento do Pescador e à direita Quo Vadis?.
No primeiro plano, verifica-se um traço minucioso e preciso no delinear da figura e do trono de inspiração italiana. Os pormenores sensíveis bem definidos, uma constante em todo o percurso do pintor, evidencia-se na riqueza decorativa da capa em brocado, com inúmeras jóias incrustadas e anjos pintados que seguram os instrumentos da Paixão, no pluvial, nos anéis sobre as luvas, nos elementos decorativos do ladrilhado perspectivamente traçado ou nos putti que decoram os braços do trono.
Os elementos decorativos do trono inspirado da renascença italiana, cujo topo do espaldar não se vislumbra, são primorosamente modelados, através de uma gama de tons cinza consoante a maior ou menor incidência da luz. Uma concha simétrica, de notável plasticidade, seguida de uma moldura de enrolamentos, ocupa o espaço central superior, enquanto a superfície restante é decorada com elementos vegetais de acentuada volumetria, que repete com variantes os elementos decorativos das duas tiaras suportadas em escudos papais, que simetricamente definem os remates laterais.
Na base do painel está uma predela dividida em três partes em que figuram São João Evangelista e Santo André, São Bartolomeu e São Tomé (?), e São Paulo e São Tiago.
A obra foi integrada no Museu por transferência da Sé de Viseu tendo sido classificada, em 2006, como Tesouro Nacional.

## Apreciação
Segundo referido na Matriznet, numa linguagem de características já renascentistas e numa aproximação manuelina, que se observa nos capitéis e bases das colunas, nos elementos decorativos dos braços do trono e no lambril que decora o muro, com uma ornamentação vegetal em friso contínuo, ao modo de arabescos, composta por uma taça com folhas semelhantes à do espaldar do trono, e um feixe do qual brotam quatro romãs, mostra que o São Pedro é uma obra ecléctica, de transição. E que no rigor da composição, na volumetria das formas, na sensível e bem calculada distribuição da luz e da projecção da sombra sobre o trono monumental, na extraordinária caracterização do rosto, nas formas do exuberante pluvial, o São Pedro é o resultado da acumulada experiência do seu autor.

## Ligação externa
- Página oficial do Museu Nacional Grão Vasco na página da DG Património Cultural